# Atención prenatal
La atención prenatal (APN) o control prenatal es el conjunto de actividades sanitarias que reciben las embarazadas durante la gestación 
. La atención médica para la mujer embarazada es importante para asegurar un embarazo saludable e incluye controles regulares y análisis prenatales. Se suele iniciar este tipo de atención cuando la mujer descubre que está embarazada.

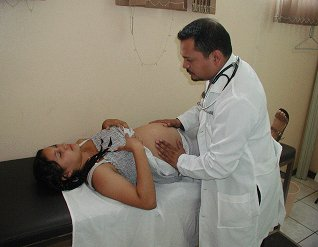
Médico realizando un examen prenatal en El Salvador.

## Características
Por lo general, la atención prenatal comprende un examen físico de la embarazada por un médico, examen ginecológico en la que incluye citología que descarta enfermedades del cuello uterino como el VPH, valoración cardiovascular, verificación de inmunizaciones (rubeola, hepatitis), verificación de infecciosos como el toxoplasma y VIH, y determinar cuando un embarazo se trata de alto riesgo.

## Objetivos
El objetivo principal de la atención prenatal orientada es ayudar a las mujeres a mantener embarazos normales a través de:
- La identificación de condiciones de salud preexistentes

- Como parte de la evaluación inicial, el personal de salud que realiza la consulta o control —médico o enfermera capacitada en obstetricia— conversa con la mujer y examina las señales de condiciones crónicas y enfermedades infecciosas. Las condiciones de salud preexistentes como VIH, malaria, sífilis y otras enfermedades de transmisión sexual, anemia, enfermedades cardíacas, diabetes, desnutrición y tuberculosis, pueden afectar el resultado del embarazo, requieren tratamiento inmediato y generalmente se necesita un nivel más intenso de control y atención de seguimiento durante el curso del embarazo

- La detección temprana de complicaciones que surgen durante el embarazo

- En los controles se examina y conversa con la mujer para detectar problemas de embarazo que podrían necesitar tratamiento y un control más estricto. Las condiciones tales como la anemia, la hemorragia vaginal, trastornos de hipertensión del embarazo y crecimiento anormal del feto o posición anormal del feto después de las 36 semanas, pueden ser o convertirse en un peligro de muerte si se dejan sin tratamiento.

- El fomento de la salud

- La consejería sobre aspectos importantes que afectan la salud de la mujer y la salud del recién nacido es un componente vital de la APN. Los temas tratados deberían incluir:

- Cómo reconocer los signos de peligro, qué hacer y donde conseguir ayuda
- Buena nutrición y la importancia del descanso
- Higiene y prácticas de prevención de infecciones
- Riesgos del tabaco, alcohol, medicamentos locales y remedios tradicionales
- Lactancia materna
- Planificación familiar posparto y espaciamiento de los nacimientos.

- Todas las mujeres embarazadas deberán recibir las siguientes intervenciones preventivas:

- Inmunización contra el tétanos
- Suplementos de hierro y ácido fólico.

- En lugares de alta prevalencia las mujeres además deberán recibir:

- Tratamiento ante probable anquilostomiasis
- Consejería y prueba voluntaria de VIH
- Protección contra la malaria mediante tratamiento preventivo intermitente y el uso de velos cobertores para la cama tratados con insecticidas
- Protección contra la deficiencia de vitamina A y yodo.

- La preparación para el parto y la elaboración de un plan para estar listos ante una complicación.

- Un porcentaje elevado de mujeres desarrollan una complicación con peligro de muerte, por lo tanto todas las mujeres deberán tener un plan para lo siguiente:

- Un asistente experto en el parto
- El lugar para el parto y e indicaciones para llegar hasta él, incluyendo la manera de obtener transporte de emergencia si fuera necesario
- Artículos necesarios para el parto
- Dinero ahorrado para pagar al experto que se encargue del parto, para cualquier medicamento y suministros que fueran necesarios -en aquellos lugares donde la asistencia médica sea pagada
- Apoyo durante y después del parto (familia, amigos)
- Donantes potenciales de sangre en caso de emergencia

## Consultas y controles
A través de toda la gestación se van realizando controles de seguimiento, pero la más importante es el primero, que es también el más extenso. En esta se lleva a cabo un interrogatorio o anamnesis extenso, con el objetivo de conocer los antecedentes patológicos de la embarazada y de los familiares, además de un examen físico completo. también se le indican los primeros análisis dentro de los que se incluyen:
- Hemoglobina
- Electroforesis de hemoglobina para determinar la existencia o predisposición de anemia de células falciformes
- Sífilis
- HIV
- Grupo sanguíneo
- Talasemia
- Rubéola
- Fibrosis quística
- Hepatitis B y C
- Orina
- Glucemia
- Detección de marcador múltiple (análisis triple)
- Muestra de vellosidad coriónica
- Amniocentesis
- Determinaciones especiales para descartar malformaciones y enfermedades congénitas como el alfa-fetoproteína
- En dependencia del tiempo de gestación y ante alguna sospecha se le realizará ultrasonografía.[1][5]

### Frecuencia de las consultas
Está en dependencia de la categorización del embarazo, de alto o bajo riesgo. En este último caso se puede seguir este cronograma
- Cada cuatro o seis semanas, a partir del primer mes hasta el séptimo mes de embarazo (las primeras 28 semanas)
- Cada dos o tres semanas en el octavo mes (desde la semana 28 hasta la 36)
- Todas las semanas en el noveno mes (desde la semana 36 hasta el parto)[1]

## Embarazos de riesgo
Se define un embarazo de bajo riesgo aquel que presenta evidencias de tener las condiciones óptimas para asegurar el bienestar a la madre y el feto y carece de antecedentes patológicos o epidemiológicos que aumenten la probabilidad de que la madre o el feto desarrollen una enfermedad.
Los embarazos de alto riesgo se dividen en tres tipos:
- Alto Riesgo Tipo I: La embarazada se encuentra en buen estado de salud pero presenta uno o más factores de riesgo epidemiológico, tales como el analfabetismo, pobreza crítica y desempleo familiar, tabaquismo y/o alcoholismo, un embarazo no deseado, etc.
- Alto Riesgo Tipo II: La embarazada se encuentra en buen estado de salud pero presenta uno o más antecedentes de enfermedades ginecológicas u obstétricas, tales como bajo peso al nacer, incompatibilidad Rh, preeclampsia o eclampsia o una cesárea anterior, entre otros.
- Alto Riesgo Tipo III: La gestación ocurre en mujeres con enfermedades de base, tales como diabetes, placenta previa, preeclampsia o eclampsia, VIH, etc.

## Prevención de enfermedades
La atención prenatal es una oportunidad para que los profesionales tengan más oportunidades para detectar y gestionar los posibles enfermedades. El asesoramiento sobre hábitos saludables de alimentación, nutrición óptima y qué vitaminas o minerales deben tomar las mujeres durante el embarazo puede contribuir a que las mujeres y sus niños en desarrollo se mantengan sanos durante y después del embarazo.
Para la prevención de enfermedades durante y después de la gestación, la Organización Mundial de la Salud recomienda:
- Proporcionar a las embarazadas información nutricional sobre la importancia de aumentar la ingesta calórica y de proteínas para reducir el riesgo de dar a luz a niños con insuficiencia ponderal.
- Se recomienda que las embarazadas tomen suplementos dietéticos energéticos y proteicos para reducir el riesgo de muerte prenatal y de nacimiento de niños de tamaño pequeño para su edad gestacional.
- Para prevenir la anemia materna, la sepsis puerperal, el bajo peso al nacer y el nacimiento prematuro se recomienda que las embarazadas tomen un suplemento diario por vía oral de hierro y ácido fólico con entre 30 y 60 mg de hierro elemental2 y 400 µg (0,4 mg) de ácido fólico.
- En poblaciones con una dieta baja en calcio, se recomienda que las embarazadas tomen un suplemento diario de calcio (1,5–2,0 g de calcio elemental por vía oral) para reducir el riesgo de preeclampsia
- Para prevenir la ceguera a las embarazadas se recomienda la ingesta de un suplemento de vitamina A , donde el déficit de esta vitamina sea un problema grave de salud pública.
- Se recomienda a las embarazadas con una alta ingesta diaria de cafeína (más de 300 mg al día) la disminución del consumo diario de cafeína durante el embarazo para reducir el riesgo de aborto y de insuficiencia ponderal del recién nacido.
- Para diagnosticar la bacteriuria asintomática (BA) en embarazadas se recomienda el cultivo de muestras de orina tomadas a mitad de la micción.
- Según los criterios establecidos por la OMS, se debe clasificar como diabetes mellitus gestacional cuando la hiperglucemia se detecta por primera vez en cualquier momento del embarazo, esta debería o diabetes mellitus durante el embarazo
- Preguntar a todas las embarazadas lo antes posible y en cada visita de atención prenatal si consumen o han consumido tabaco, alcohol u otras sustancias.
- Se debe considerar la posibilidad de someter a las embarazadas a un cribado sistemático para detectar la Tuberculosis activa en el marco de la atención prenatal.
- Para prevenir la bacteriuria persistente, el nacimiento prematuro y la insuficiencia ponderal al nacer se recomienda administrar un tratamiento antibiótico de siete días de duración a todas las embarazadas con bacteriuria asintomática (BA).
- Se recomienda para prevenir las infecciones recurrentes del tracto urinario la profilaxis antibiótica en mujeres embarazadas solo en el marco de una investigación rigurosa.
- Para prevenir la mortalidad neonatal por tétanos se recomienda vacunar contra el tétanos a todas las embarazadas, dependiendo de su exposición previa a la vacuna antitetánica
- En las zonas de África donde el paludismo es endémico, se recomienda administrar un tratamiento preventivo intermitente con sulfadoxinapirimetamina (TPIe-SP) a todas las embarazadas.
- A las mujeres embarazadas que corran un riesgo considerable de infectarse por el VIH se debería ofrecer profilaxis previa a la exposición (PrEP) por vía oral con tenofovir disoproxil fumarato (TDF) .
- Se pueden administrar suplementos de salvado de trigo o de otras fibras para aliviar el estreñimiento durante el embarazo si la afección no mejora tras la modificación del régimen alimentario, según las preferencias de la mujer y las opciones disponibles
- Se recomienda delegar la distribución de los suplementos nutricionales recomendados y el tratamiento preventivo intermitente durante el embarazo para la prevención del paludismo en un amplio abanico de profesionales, como auxiliares de enfermería, enfermeros, parteras y médicos.[8]